# Вальтер фон Лое
Барон Фрідріх Карл Вальтер Дегенгард фон Лое (нім. Friedrich Karl Walther Degenhard Freiherr von Loë; 9 вересня 1828, замок Алльнер, Геннеф — 6 липня 1908, Бонн) — німецький воєначальник і політик, генерал-фельдмаршал Прусської армії.

## Біографія
Представник старовинного католицького вестфальського дворянського роду Лое. Син прусського камергера і ландрата Максиміліана фон Лое (1801–1850) та його дружини Гелени, уроджена графиня фон Гацфельдт-Шенштайн (1801–1838). Його братом був депутат рейхстагу Отто фон Лое.

### Військова кар'єра
У юності Лое відвідував Лицарську академію в Бедбурзі, яка була заснована за допомогою його батька. В 1845 році Лое завершив свою річну службу добровольцем у 5-му уланському полку в Дюссельдорфі і зміг перейти в резерв. Отримавши атестат зрілості у Бедбурзі, він вивчав право в Боннському університеті в 1846/48. У 1847 року він приєднався до корпусу «Боруссія Бонн». Його навчання було перерване хаосом війни.
У березні 1848 року він приєднався до 2-го драгунського полку Шлезвіг-Гольштейнської армії у званні другого лейтенанта, де брав участь у битвах під Шлезвігом, Дюппелем і Гадерслебеном у рамках Шлезвіг-Гольштейнського повстання. Він вийшов у відставку зі служби у Гольштейні 12 вересня 1848 року.
У середині січня 1849 року Лое був зарахований до 3-го гусарського полку Прусської армії і брав участь у придушенні Дрезденського травневого повстання в 1849 році, а потім, під час кампанії в Бадені з придушення повстанців у битвах при Ладенбурзі, Убштадті, Штайнмауерні та Куппенгаймі. Тут він зустрівся з принцом Вільгельмом Прусським, майбутнім імператором Вільгельмом I, з яким підтримував близькі стосунки протягом усього свого життя.
У 1850 році він був направлений до прусського посольства в Парижі на рік. Тут він став свідком державного перевороту Луї Наполеона Бонапарта. Після повернення з Франції Лое став ад'ютантом Шведської військової школи верхової їзди у 1853 році та ад'ютантом 2-ї дивізії 22 лютого 1855 року. Він був звільнений з цієї посади 18 вересня 1855 року і згодом завершив своє навчання у Головній військовій школі у Берліні до 30 вересня 1857 року. Тим часом 5 вересня 1857 він був підвищений до звання першого лейтенанта. У цій ролі Лое був призначений ад'ютантом Генерал-губернаторства Рейнської провінції та Вестфалії 9 січня 1858 року. З переміщенням офіційної резиденції принца-регента до Берліна він був призначений ротмістром 7-го гусарського полку і особистим ад'ютантом Вільгельма.
18 жовтня 1858 року Лое став майором, а 7 січня 1861 року — ад'ютантом короля Вільгельма I. У 1862 він супроводжував принца Альбрехта, брата Вільгельма, в поході на Кавказ. Після повернення в 1863 році він був направлений до Парижа як військовий аташе, звідки в 1864 році вирушив до Алжиру, щоб взяти участь у боях проти кабілів. Подальші кроки у його військовій кар'єрі включали його підвищення до оберстлейтенанта та переведення до Генерального штабу 8 червня 1866 року. У цій ролі Лое брав участь у битві при Кеніггреці того ж року під час війни проти Австрії.
5 березня 1867 року Лое став командиром Королівського гусарського полку «Король Вільгельм I» (1-го Рейнського) № 7 у Бонні і був підвищений до звання оберста 22 березня 1868 року. Він командував цим полком у 1870/71 роках під час війни проти Франції у битвах при Гравелоті, Ам'єні, Аллю, Бапомі та Сен-Кантені, а також в облозі Меца. Після укладання миру 23 травня 1871 року Лое був призначений командиром 21-ї кавалерійської бригади.
31 березня 1872 року приєднався до 3-ї гвардійської кавалерійської бригади на тій же посаді. 22 березня 1873 року підвищений до генерал-майора. Він став командиром 5-ї дивізії 13 травня 1879 року, а в червні 1879 року — генерал-лейтенантом 18 вересня 1880 року він обійняв посаду генерал-ад'ютанта, зберігши посаду командира дивізії. 12 січня 1884 року він був призначений командиром 8-го армійського корпусу. 18 квітня 1886 року він був підвищений до генерала кавалерії. Після того, як у лютому 1893 року йому було доручено дипломатичну місію до папи Лева XIII, 8 вересня він був підвищений до генерал-полковника кавалерії, а 10 січня 1895 року призначений губернатором Берліна.
Лое подав у відставку за власним бажанням 28 квітня 1897 через важку хворобу, однак він зберіг свою посаду генерал-ад'ютанта. В 1900 році Лое був відправлений з іншою дипломатичною місією. Призначивши його в прусську палату лордів довічно, король висловив свою особливу довіру до барона.
1 січня 1905 року отримав звання генерал-фельдмаршала. У квітні 1907 року Лое відсвяткував у Бонні свою 60-річчя своєї військової карри. Багато видатних осіб надіслали свої привітання, у тому числі імператор, принц та принцеса Шаумбург-Ліппе, командуючі генерали фон Дайнес та Плец, командири полків 8-го армійського корпусу, обербургомістр та багато колишніх старших офіцерів.
Лое помер 6 липня 1908 близько 11 години вечора в Бонні від наслідків легеневого катара.

### Політична позиція та роль
Крім членів правлячих князівських домів, Лое був єдиним католиком, який досяг звання генерал-фельдмаршала та посади королівського генерал-ад'ютанта у Прусській армії за часів Імперії. Це, а також його віддалені відносини з домом Гацфельдт цу Трахенберг, призвели його до конфлікту з політикою канцлера князя Отто фон Бісмарка з 1870-х років, особливо під час Культуркампфу. Серед інших причин, це призвело до того, що він зайняв різко негативну позицію у справі, пов'язаній із одруженням його сина Герберта зі своячкоє Лое, принцесою Каролат-Бойтен, в 1881 році.
Незважаючи на свою католицьку віру, Лое був затятим прихильником дуелей серед офіцерів, що особливо підкреслювало його відданість ортодоксальним звичаям протестантських прусських офіцерів — особливо в той час, коли прусські офіцери католицької віри неодноразово опинялися в конфліктах, відмовляючись брати участь у дуелях з питань честі.

## Сім'я
24 травня 1859 року Лое одружився з Францискою фон Німпч, уродженою графинею фон Гацфельдт цу Трахенберг (1833-1922). У цьому шлюбі народилося троє дітей: Гелена та близнюки Маргарита і Губерт. У Франциски також було троє дітей — Герман, Гвідо і Марія Магдалена — від першого шлюбу з Паулем фон Німпчем (23 березня 1823, Францдорф — 8 січня 1858, Ніцца). Його невісткою була княгиня Елізабет фон Каролат-Бойтен, а зведеною невісткою — Марія фон Шляйніц.

## Нагороди

### Королівство Пруссія[9]
- Орден Червоного орла
  - 4-го класу з мечами (1862)
  - 3-го класу з бантом (1864)
  - 2-го класу з дубовим листям і мечами на кільці (18 січня 1875)[10]
  - 1-го класу (23 вересня 1884)[11]
  - великий хрест (17 березня 1888)
- Королівський орден дому Гогенцоллернів
  - лицарський хрест з мечами (20 вересня 1866)[11]
  - великий командорський хрест із зіркою і мечами на кільці (7 квітня 1897)
- Князівський орден дому Гогенцоллернів, почесний хрест 1-го класу
- Хрест «За вислугу років» (Пруссія) (25 років)
- Залізний хрест 2-го і 1-го класу[12]
- Почесний генерал Королівського гусарського полку «Король Вільгельм I» (1-го Рейнського) № 7 (19 серпня 1876)
- Орден Корони (Пруссія)
  - 2-го класу із зіркою (20 вересня 1876)[10]
  - 1-го класу (22 березня 1883)
- Орден Чорного орла з ланцюгом[13]
  - орден (20 вересня 1890)
  - ланцюг (17 січня 1891)
- Почесний громадянин міста Бонн (1897)[14]
- Столітня медаль
- Орден Заслуг Прусської Корони (18 січня 1901)
- Почесний доктор Рейнського університету Фрідріха-Вільгельма (8 липня 1908)

### Російська імперія[9]
- Орден Святої Анни
  - 2-го ступеня з алмазами, мечами і короною (21 грудня 1862)
  - 1-го ступеня
- Орден Святого Володимира 4-го ступеня

### Австро-Угорщина[15]
- Орден Франца Йосифа, великий хрест (1877)
- Орден Залізної Корони 1-го класу (1881)
- Королівський угорський орден Святого Стефана, великий хрест з діамантами
  - орден (1893)
  - діаманти (1899)

### Велике герцогство Баденське
- Орден Вірності (Баден) (14 квітня 1897)[16]
- Орден Бертольда I (14 квітня 1897)

### Інші держави або династії
- Королівський гвельфський орден 4-го класу (Королівство Ганновер; 1857)[17]
- Орден Почесного легіону, великий офіцерський хрест (Друга французька імперія; 10 вересня 1864)[9]
- Орден Леопольда I (Бельгія)
  - великий офіцерський хрест (14 березня 1874)[18]
  - велика стрічка[9]
- Орден Меча, великий хрест (Шведсько-норвезька унія; 7 липня 1874)[19]
- Орден дому Саксен-Ернестіне, великий хрест (1881)[20]
- Орден Карлоса III, великий хрест (Іспанія; 3 грудня 1883)
- Орден Людвіга (Гессен-Дармштадт), великий хрест (Велике герцогство Гессенське; 15 листопада 1890)
- Верховний орден Христа (Ватикан; лютий 1893)[9]
- Орден Білого Сокола, великий хрест (Велике герцогство Саксен-Веймар-Айзенаське; 1893)
- Орден Рутової корони (Королівство Саксонія; 1895)[21]
- Орден Вюртемберзької корони, великий хрест (1895)[22]
- Орден «Османіє» 3-го класу (Османська імперія)[9]
- Орден «За військові заслуги» (Баварія), великий хрест[9]
- Орден Золотого Лева Нассау (Люксембург)[9]
- Орден Нідерландського лева, великий хрест[9]
- Орден Лева і Сонця 1-го ступеня (Каджарський Іран)[9]
- Орден Корони Італії, великий хрест[9]

## Вшанування пам'яті
На честь Лое названа вулиця в Бонні (нім. Loestraße).